# 모스트 (우주망원경)
모스트(MOST, Microvariability and Oscillations of Stars/Microvariabilité et Oscillations STellaire)는 캐나다 최초의 우주망원경이었다. 발사 후 거의 10년까지 이 망원경은 궤도에서 가장 작은 우주 망원경이기도 했다(이 망원경의 제작자는 가장 큰 망원경 중 하나인 허블을 참조하여 "겸손한 우주 망원경"이라는 별명이 붙여졌다). 모스트는 천체지진학 연구에 전념한 최초의 우주망원경이었으며, 이후 현재 완성된 COROT 및 케플러 임무가 이어졌다. 이는 또한 32년 전 ISIS II 이후 발사된 최초의 캐나다 과학 위성이다.

## 같이 보기
- 성진학